# مونیکا لیو
مونیکا لیو (به انگلیسی: Monika Liu) (زاده ۹ فوریهٔ ۱۹۸۸) خواننده و ترانه‌سرا لیتوانیایی است.
او نماینده لیتوانی در یوروویژن ۲۰۲۲ بود.